# Rudarsko-geološko-gradbena fakulteta v Tuzli
Rudarsko-geološko-gradbena fakulteta (izvirno bosansko Rudarsko-geološko-građevinski fakultet u Tuzli), s sedežem v Tuzli, je fakulteta, ki je članica Univerze v Tuzli.
Trenutni dekan je prof. dr. Abdulah Bašić.